# Renault Type A

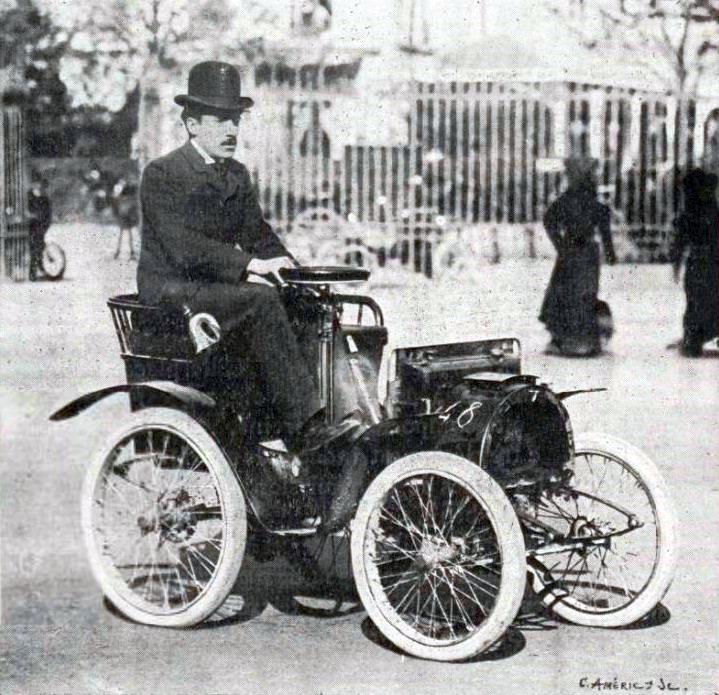
Louis Renault mit dem ersten Modell des Type A 1898

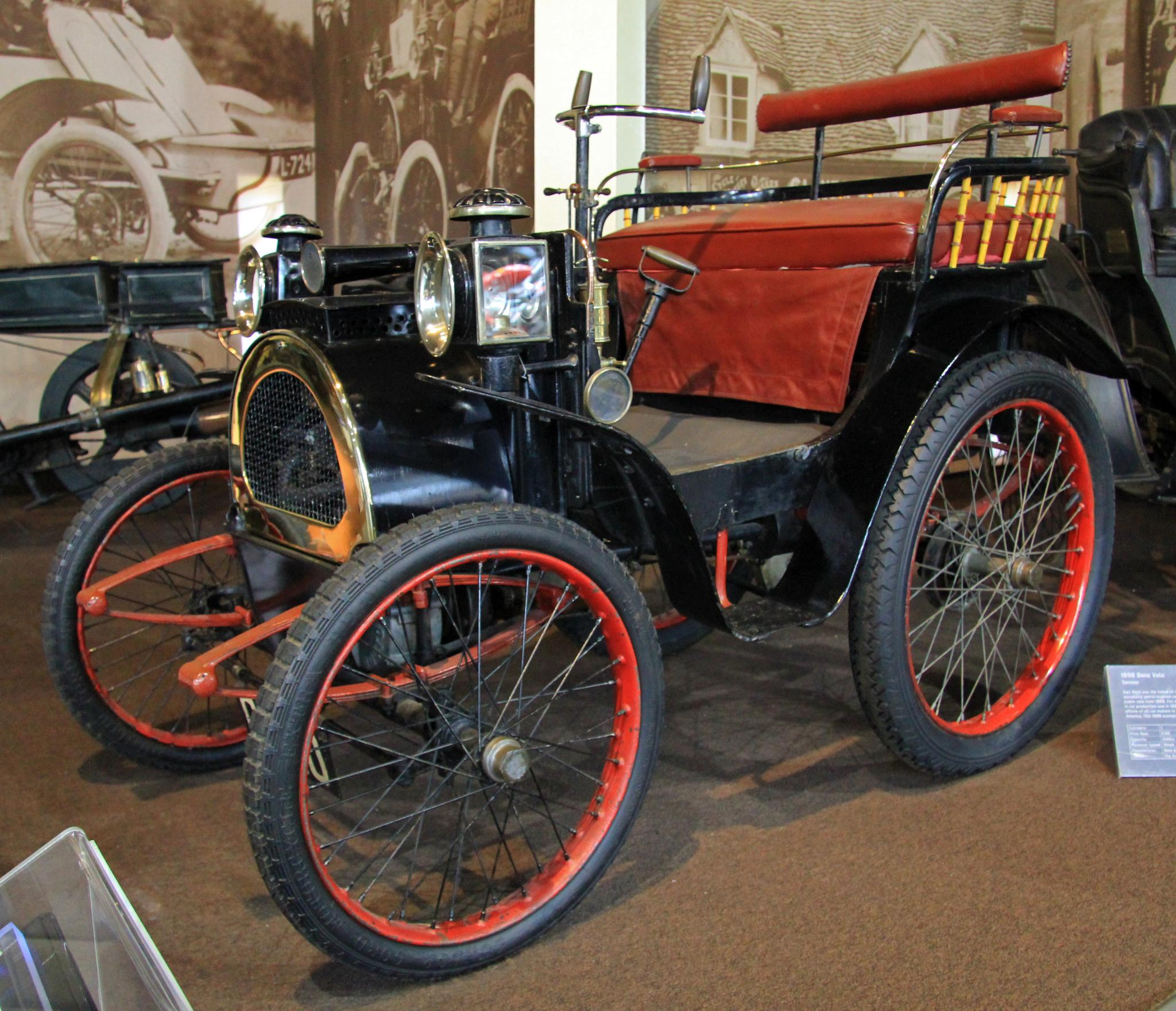
Renault Type A (1899) im National Motor Museum in Beaulieu

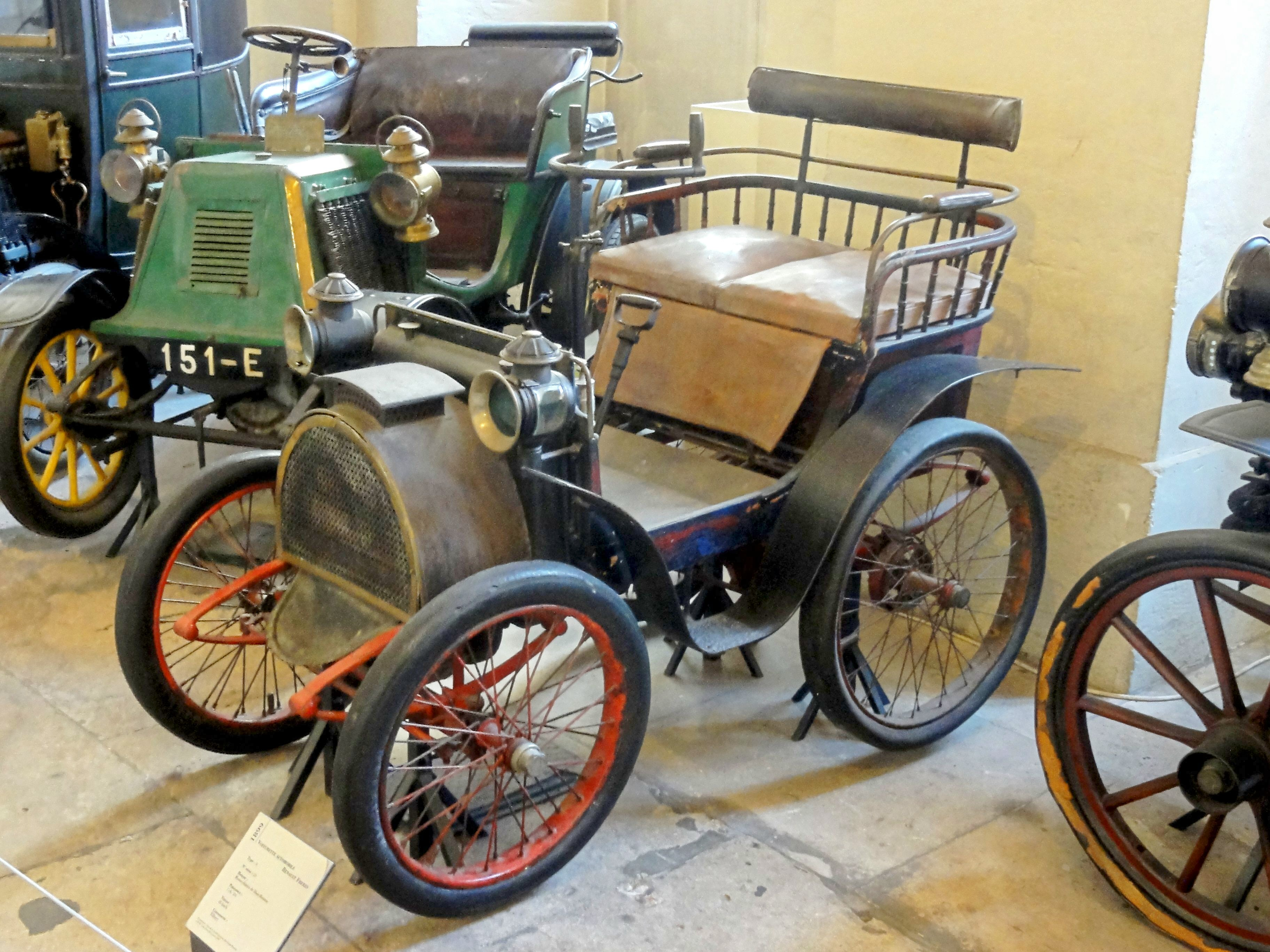
Renault Type A (1899) im Musée National de la Voiture du Tourisme in Compiègne

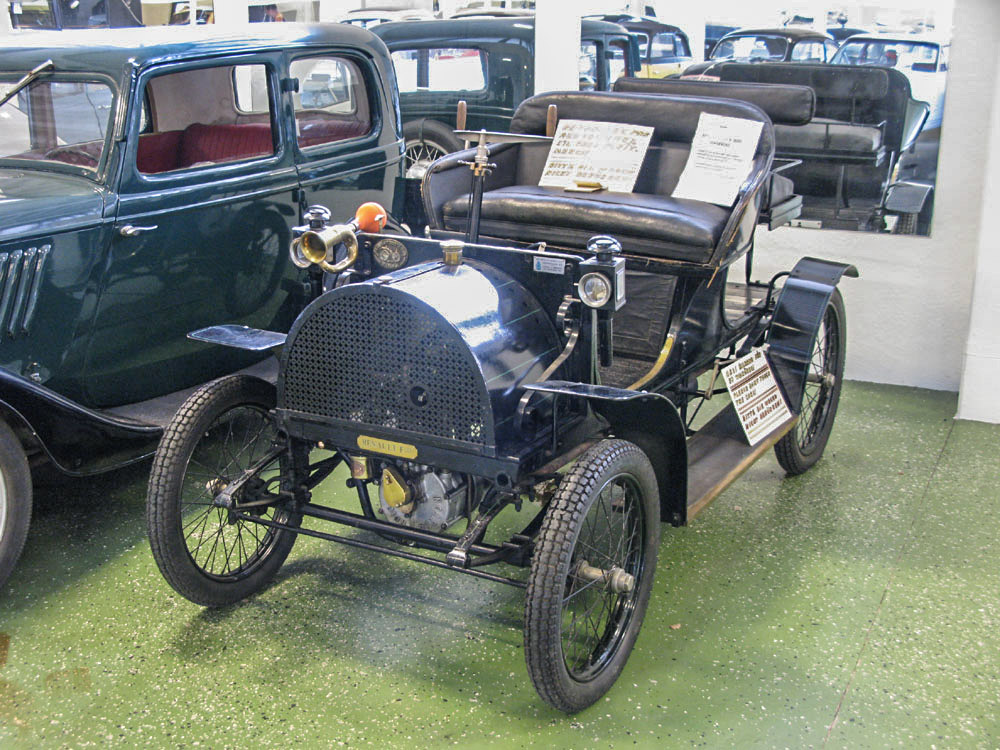
Renault Type A (1899) im Laganland Motor Museum in Lagan (Schweden)

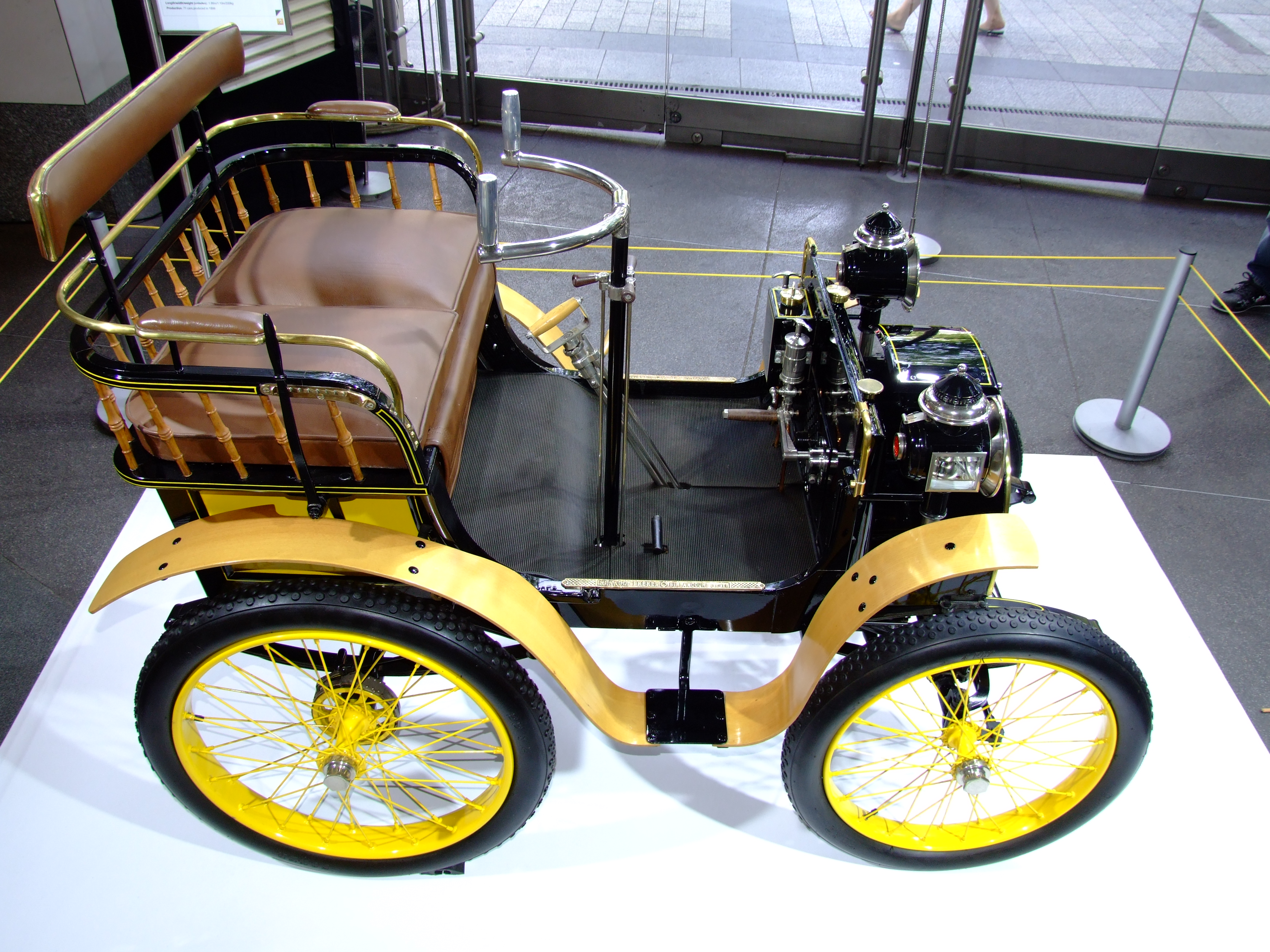
Renault Type A (1899) im Besitz von Renault

Der Renault Type A war das erste von Louis Renault selbst konstruierte Automobil.

## Geschichte
Mit dem Type A baute Louis Renault 1898 das erste eigene Automobil und setzte darin seine bedeutendste Erfindung, den Antrieb ohne Ketten (Kardanwelle), ein. Das Modell war die Weiterentwicklung eines 1898 gebauten Prototyps, von dem zunächst der knapp 0,2 Liter große Motor übernommen wurde. Er wurde zum ersten Mal in der Öffentlichkeit im Juni 1899 ausgestellt, muss aber schon vorher erhältlich gewesen sein.
Der Erfolg der Voiturette Type A stellte sich auf Grund seiner Einfachheit in der Produktion sehr rasch ein. Bereits im Jahr 1899 wurden, von einer leicht überarbeiteten Version mit nun 0,27 Liter Hubraum und deutlich mehr Leistung, 71 Stück verkauft. Im Laufe des Jahres 1900 endete die Produktion.
Die Gesamtstückzahl des Type A ist nicht bekannt. 1900 war der Renault Type B erhältlich, der einen stärkeren Motor mit 450 cm³ erhielt. Beide Modelle waren für kurze Zeit parallel im Angebot.
Kardanantrieb war laufruhiger als die bisher verwendeten Kettenantriebe, eignete sich aber zunächst nur für kleinere und leistungsschwächere Motoren. Das Patent auf die Kardanwelle sicherte die finanzielle Unabhängigkeit des jungen Familienunternehmens.

## Technik
Bereits mit diesem ersten Modell folgte Renault der als Système Panhard bekannten Anordnung von Frontmotor und Hinterradantrieb und wandte sich damit ab von der damals verbreiteten „Kutsche ohne Pferde“-Bauweise mit Motoren unter dem Fahrersitz oder im Heck und einem Spritzschutz an der Front. Angetrieben wurde der Type A von einem zugekauften Einzylindermotor von De Dion-Bouton der zum Antrieb von Motordreirädern entwickelt worden war. Der Type A mit Hinterradantrieb hatte eine einfache Bremse an der Hinterachse und eine Hilfsbremse, die auf das Getriebe wirkte. Mit der ersten Ausführung war eine Geschwindigkeit von 22 km/h, mit der stärkeren von 28 km/h möglich.

### Motor (1898)
- Hersteller: De Dion-Bouton
- Position: Vorn[1][4]
- ein stehender Zylinder[4]
- Hubraum: 198 cm³[4]
- Bohrung × Hub: 60 mm × 70 mm[4]
- Leistung: 1 bhp (0,75 kW)[4]
- Ventile: 2[1]
- Ventilsteuerung:  stehendes Auslassventil mechanisch, hängendes Einlassventil atmosphärisch (automatisch, „Schnüffelventil“)
- Zündung: Zündspule, System de Dion-Bouton[1]
- Luftkühlung[1]

### Motor (1899–1900)
wie oben, jedoch:
- Hubraum: 270 cm³[1][5]
- Bohrung × Hub: 66 mm × 80 mm[1][5]
- Leistung: 1,75 bhp (1,3 kW) bei 1500/min[1]

### Kraftübertragung
- Antrieb: auf die Hinterräder über Kardanwelle und Achsantrieb mit Differential[1]
- Getriebe: Mechanisch, 3 Vorwärtsgänge, 1 Rückwärtsgang, 3. Gang und Rückwärtsgang direkt[1]
- Lederkonuskupplung[1]

### Fahrgestell und Aufhängung
- Lenkung: Stangenhebel, senkrecht stehende Lenksäule, Lenkstange mit zwei Griffen[1]
- Starrachsen vorn und hinten[1]
- Aufhängung: Vorder- und Hinterachse mit je 2 elliptischen Blattfedern, längs angeordnet[1]
- Bremsen: Bremshebel, auf Außenbandbremsen an der Hinterachse wirkend; Fußbremse auf Getriebe wirkend[1]
- Räder: Draht-Speichenräder[1]
- Reifen: Luftreifen[1]

### Dimensionen (1899)
- Länge: 1900 mm[1]
- Breite: 1150 mm[1]
- Höhe: 1400 mm[4][5]
- Leergewicht: 225[4][5]–250 kg[1]
- Radstand: 1100 mm[1]
- Spurweite vorne: 850 mm[1]
- Spurweite hinten: 930 mm[1]
- Reifen vorne: 650 × 65[1]
- Reifen hinten: 750 × 65[1]

## Heutiger Bestand
Im National Motor Museum im britischen Beaulieu steht das Fahrzeug mit dem britischen Kennzeichen O 810. Das Musée National de la Voiture du Tourisme im französischen Compiègne stellt ein Fahrzeug aus. Im Laganland Motor Museum in Lagan (Schweden) steht ein Fahrzeug. Ein weiteres Fahrzeug befindet sich im Museu Nacional de l’Automòbil d’Andorra in Encamp in Andorra. Darüber hinaus besitzt Renault ein Exemplar mit gelben Felgen.